# ایست‌نفرت
ایزیس
ایسِت‌نُفرت (مصری باستان: Ȝs.t Nfr.t) یا ایزیس‌نُفرت یا ایزی‌نُفرت یکی از همسران بزرگ سلطنتی فرعون رامسس دوم و مادر وارث او، مرنپتا بود. او و نفرتاری از برجسته‌ترین همسران سلطنتی بودند و پس از مرگ نفرتاری ملکه اصلی بود. (حدود بیست و چهارمین سال سلطنت فرعون)

## خانواده
کسی پدر و مادر ایست‌نفرت را نمی‌شناسد. او احتمالاً با رامسس دوم قبل از اینکه به تخت پادشاهی بنشیند ازدواج کرده بوده چرا که بزرگترین فرزند وی در تصاویر زمان ستی اول به چشم می‌خورد. او حداقل صاحب سه پسر و یک دختر بوده‌است. فرزندان او در زیر ذکر شده‌اند:
- شاهزاده رامسس، شاهزاده تاج از سال ۲۵ تا ۵۰ رامسس دوم.[۱]
- شاهدخت ملکه بنتانات، دختر و سپس همسر رامسس دوم.[۲]
- شاهزاده خائومواست، کشیش اعظم پتاه. شاهزاده تاج از سالهای ۵۰ تا ۵۵ رامسس دوم.
- شاهزاده مرنپتاه، سیزدهمین پسر رامسس و جانشین نهایی وی به عنوان فرعون (او بیشتر از ۱۳ شاهزاده که از وی بزرگتر بودند زندگی کرد)
- شاهدخت ایزتنوفرت (؟)، همسر احتمالی مرنپتاح به عنوان ایزتنوفرت دوم.[۳]

شاهزاده ستی و شاهدخت نبتاوی به عنوان فرزندان بعدی ایست‌نفرت پیشنهاد شده‌اند، اما به احتمال زیاد آنها فرزندان نفرتاری (یا حتی مادر دیگری) هستند.

## القاب
عناوین ملکه ایست‌نفرت عبارتند از: شاهزاده خانم ارثی، بزرگ ستایش‌ها، مادر پادشاه، معشوقه کل دو سرزمین، همسر پادشاه، همسر بزرگ پادشاه.

## زندگی
ایست‌نفرت را از چندین کتیبه و مجسمه کوچک می‌شناسند. وی قبل از سال ۲۵ سلطنت رامسس دوم به خوبی تأیید نشده‌است. به نظر می‌رسد بیشتر موارد و صحنه‌های ذکر شده از ملکه ایست‌نفرت مربوط به پسرانش رامسس، خوائمواست و مرنپتا باشد.
- ایست‌نفرت در یک استلا خانوادگی از اسوان نشان داده شده‌است. مدارک بالا رامسس دوم، ایست‌نفرت و خائمواست و را در برابر خدای خنوم نشان می‌دهد. ثبت پایین‌تر شاهزاده رامسس، مرنپتاه و شاهدخت ملکه بنتانات را نشان می‌دهد.
- یک کتیبه خانوادگی از اسپئوس درغرب کوه السلسله، رامسس دوم، ایست‌نفرت و بنتانات را با یک خائمواست بسیار کوچکتر در برابر خدایان پتا و نفرتم نشان می‌دهد. ثبت پایین‌تر شاهزاده رامسس و شاهزاده (فرعون بعدی) مرنپتاه را نشان می‌دهد.[۵]
- مجسمه‌ای از شاهزاده (بروسل E.7500). نام پسر او بر روی مجسمه نهاده شد: کشیش سم و پسر پادشاه خائمواست.
- یک گروه مجسمه با پسران (لوور ۲۲۷۲): یک پیشنهاد "هتپ دی نسو" برای پسر پادشاه، کشیش صومعه پتا، خائمواست و کاتب سلطنتی، جنرالیسیمو و پسر پادشاه رامسس. در متن از ملکه ایست‌نفرت (مادر شاهزاده‌ها) نام برده شده‌است.
- سر یک مجسمه (بروسل E.5924): در شانه راست نام ایست‌نفرت دیده می‌شود.
- در یک مجسمه شیطانی شاهدخت خائمواست از مادر وی نام برده می‌شود. بر روی ستون پشتی چنین نوشته شده‌است: "یونموتف-کشیش، متولد همسر بزرگ سلطنتی ایست‌نفرت، کشیش صومعه پتاه خائمواست."
- کمک هزینه برای پیشنهاد شاهزاده خائمواست در اسپئوس حورمهب. در متن بالای شاهزاده آمده‌است: "نشستن روی میز، تطهیر با ناترون و خواندن نوشته (جنازه)، هر پیشکش خوب، برای پسر پادشاه اوسرماتره ستپنره، متولد همسر بزرگ سلطنتی، ایست‌نفرت، کشیش صومعه خائمواست.
- شبتیس از گورستان میانه آبیدوس: یکی از اینها گلوله توپی از ملکه ایست‌نفرت دارد.